# Teffi
Teffi (właśc. Nadieżdża Aleksandrowna Buczyńska, de domo Łochwicka, ur. 21 maja 1872 w Sankt Petersburgu, zm. 6 października 1952 w Paryżu) – rosyjska prozatorka, poetka, felietonistka, autorka sztuk teatralnych, wspomnień podróżniczych, eseistka.

## Życiorys
Jej ojciec, Aleksandr Łochwicki był profesorem kryminalistyki, sławnym z błyskotliwości – wiele z jego żartów stało się popularnymi powiedzeniami. W jej domu rodzinnym ceniono literaturę, matka była wielką miłośniczką poezji. Starszy brat, Nikołaj Łochwicki (1867–1933), wybrał karierę wojskową, był generałem porucznikiem armii Imperium Rosyjskiego, walczył we Francji, był dowódcą armii w oddziałach adm. A. Kołczaka. Starsza siostra Teffi, Mira Łochwicka (1869–1905), została popularną poetką. Młodsza siostra, Warwara, publikowała krótkie szkice pod pseudonimem Miurgit, druga, Elena, była autorką wystawianych sztuk teatralnych.
Jej mężem był polski arystokrata, absolwent prawa na Uniwersytecie Petersburskim, Władysław Buczyński. Nadieżda miała z nim trójkę dzieci: Walerię (ur. 1892), Jana i Elenę. W 1900 roku odeszła od męża, aby zajmować się swoją karierą literacką w Petersburgu
Debiutowała na łamach czasopism w 1901 roku, pod panieńskim nazwiskiem. Krótko później zaczęła używać pseudonimu Teffi. Współpracowała z pismami „Satyrikon” i „Nowyj Satyrikon” (od 1908), zdobywając ogromną popularność. Wiele czasopism zapraszało ją do współpracy, a jej sztuki wystawiano w teatrach i kabaretach. Jej pierwsza książka, Siedm ogni ukazała się w 1910, w tym samym roku opublikowała tom opowiadań i tekstów humorystycznych. Teffi była tak popularna, że jej powiedzenia weszły do powszechnego użytku, a jej pseudonimem nazwano perfumy i słodycze.
Po rewolucji październikowej opuściła Rosję – udała się na Krym, a następnie w 1919 do Konstantynopola, skąd wyjechała do Paryża. W okresie emigracyjnym współpracowała z najlepszymi rosyjskimi czasopismami emigracyjnymi, tworzyła pierwszy rosyjski salon literacki w stolicy Francji i brała czynny udział w życiu kulturalnym. W opowiadaniach z tego okresu zajmowała się głównie opisywaniem losu Rosjan na emigracji. W 1921 opublikowała zbiór Czornyj irys, a rok później Tak żyli. Została pochowana, tak jak brat Nikołaj, na cmentarzu prawosławnym w Sainte-Geneviève-des-Bois.

## Wybrane publikacje
- Opowiadania humorystyczne (1910)
- I stało się tak (1912)
- Dym bez ognia (1914)
- Miniatury i monologi (1915)
- Martwe zwierzę (1916)
- Dzień wieczorny (1924)
- Na obczyźnie (1927)
- Tango śmierci (1927)
- Księga czerwiec (1931)
- Powieść awanturnicza (1931)
- Wszystko o miłości (1946)